# Chapelle Saint-Gerbold de Cerisy-la-Forêt
La chapelle Saint-Gerbold de Cerisy-la-Forêt ou chapelle de l'abbé de l'abbaye Saint-Vigor est une ancienne chapelle catholique du XIIIe siècle, aujourd'hui désacralisée, qui se dresse sur le territoire de la commune française de Cerisy-la-Forêt, dans le département de la Manche, en région Normandie.

## Localisation
La chapelle Saint-Gerbold est accolée à l'ancienne porterie de l'ensemble abbatiale de Cerisy-la-Forêt. Elle se situe au premier étage du dernier bâtiment conventuel encore subsistant.

## Historique
La chapelle Saint-Gerbold a été fondée en 1260 probablement grâce à un don du roi de France, Saint Louis. Elle porte le nom d'un évêque de Bayeux, saint Gerbold.
Dans le bâtiment abritant la chapelle se trouve aussi la salle de justice et une ancienne prison où l'on peut encore voir des graffitis de détenus. Les abbés de Cerisy avait alors le droit de haute justice.

## Description

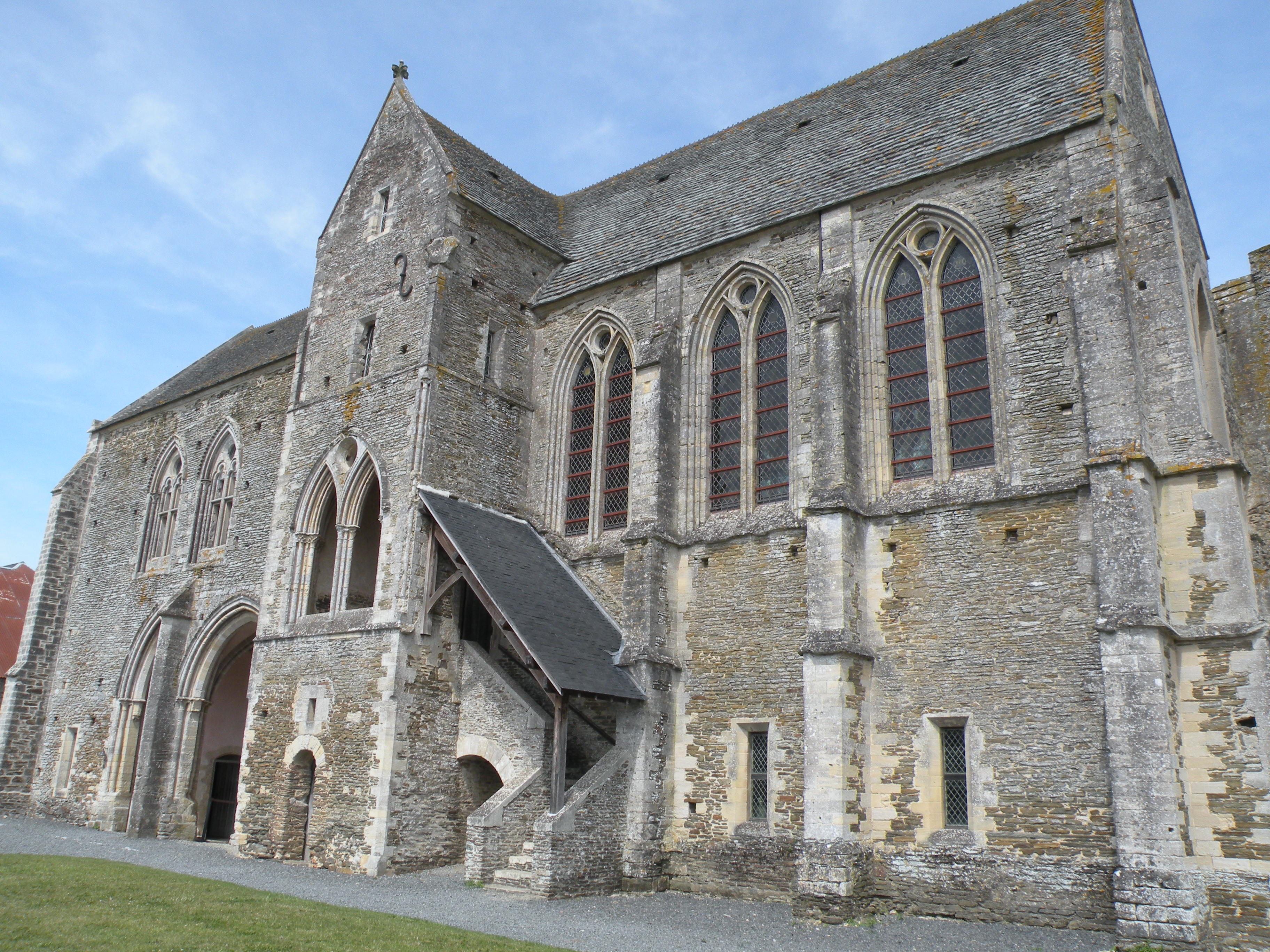
Chapelle Saint-Gerbold, abbaye de Cerisy-la-Forêt.

On accède à la chapelle située à l'étage par un escalier en équerre débouchant sur un palier formant loggia. La chapelle du XIIIe siècle de plan rectangulaire de quatre travées, avec des bancs de pierre latéraux s'achève par une abside à trois pans. Elle s'éclaire par de hautes baies. À l'intérieur, ses voûtes sont ornées de clefs, probablement refaites au XVe siècle, décorées de blasons : lis de la monarchie capétienne, et léopards normands.
Tout le côté droit est d'origine, tandis que le côté gauche a été reconstruit au XVe siècle à la suite d'un effondrement pendant la guerre de Cent Ans.
Derrière l'autel, dans l'abside, on peut voir des peintures murales, malheureusement en médiocre état, de la fin du XVe siècle, semblant représenter des scènes de la vie de la Vierge, dont un évêque bénissant.

## Protection aux monuments historiques
La chapelle, avec le reste de l'abbaye à l’exception de l'église abbatiale (classée en 1840), est classée au titre des monuments historiques par arrêté du 17 octobre 1938.